# A26-os autópálya (Németország)
Az A26-os autópálya (németül: Bundesautobahn 26) egy autópálya Németországban. Hossza 58 km.